# ألان سوندرز (فيلسوف)
ألان سوندرز (بالإنجليزية: Alan Saunders)‏ هو فيلسوف أسترالي، ولد في 22 يوليو 1954، وتوفي في 15 يونيو 2012 بسبب ذات الرئة.